# Церква Христа (Віндгук)
Церква Христа (англ. Christ Church, нім. Christuskirche) — історична пам'ятка і лютеранська церква у Віндгуку, Намібія, за проєктом архітектора Готліба Редекера.
Церква побудована після війни між німцями і Готтентотами, Гереро і Овамбо. Камінь фундаменту закладений 11 серпня 1907 року а 16 жовтня 1910 року церква була офіційно освячена. Спочатку вона була відома як Церква Миру.
Церква Христа побудована з кварцового пісковика, що видобувається поблизу греблі Авіс. Це суміш у нео-романському стилі, в стилі модерну і впливу неоготики. Її шпиль має висоту 24 метри.
Портик виготовлений із каррарського мармуру, імпортованого з Італії. Годинник і частина даху були відправлені з Німеччини, а також три бронзові дзвони, відіслані Францем Шилінгом. Вони мають написи «Ehre sei Gott in der Höhe» (Слава Богу на найвищому рівні), «Friede auf Erden» (Мир на землі), і «Den Menschen ein Wohlgefallen» (Доброзичливість до чоловіків). Під час служби в 1960 році дзвін головної дзвіниці вилетів через вікно і впав на вулицю. У відповідь на це були встановлені панелі вікон.
Розташована на дорожному острівці на авеню Роберта Мугабе, навпроти Тінтенпаласту.